# Ateuchus irinum
Ateuchus irinum är en skalbaggsart som beskrevs av Vladimir Balthasar 1939. Ateuchus irinum ingår i släktet Ateuchus och familjen bladhorningar. Inga underarter finns listade.